# Fowlea asperrimus
Fowlea asperrimus är en ormart som beskrevs av Boulenger 1891. Fowlea asperrimus ingår i släktet Fowlea och familjen snokar.
Artens utbredningsområde är Sri Lanka. Inga underarter finns listade i Catalogue of Life. Arten vistas i låglandet och i bergstrakter upp till 1000 meter över havet. Exemplaren hittas i tropiska regnskogar, i galleriskogar och i trädgårdar. De simmar ofta.
För beståndet är inga hot kända. Några exemplar hamnar som bifångst i fiskenät. Hela populationen anses vara stabil. IUCN listar arten som livskraftig (LC).